# Burg Schmitthof
Bei Burg Schmitthof handelt es sich um eine ehemalige Wasserburg im Gleental nordwestlich des Ortsteils Lehrbach der Stadt Kirtorf im Vogelsbergkreis in Hessen.

## Geschichte

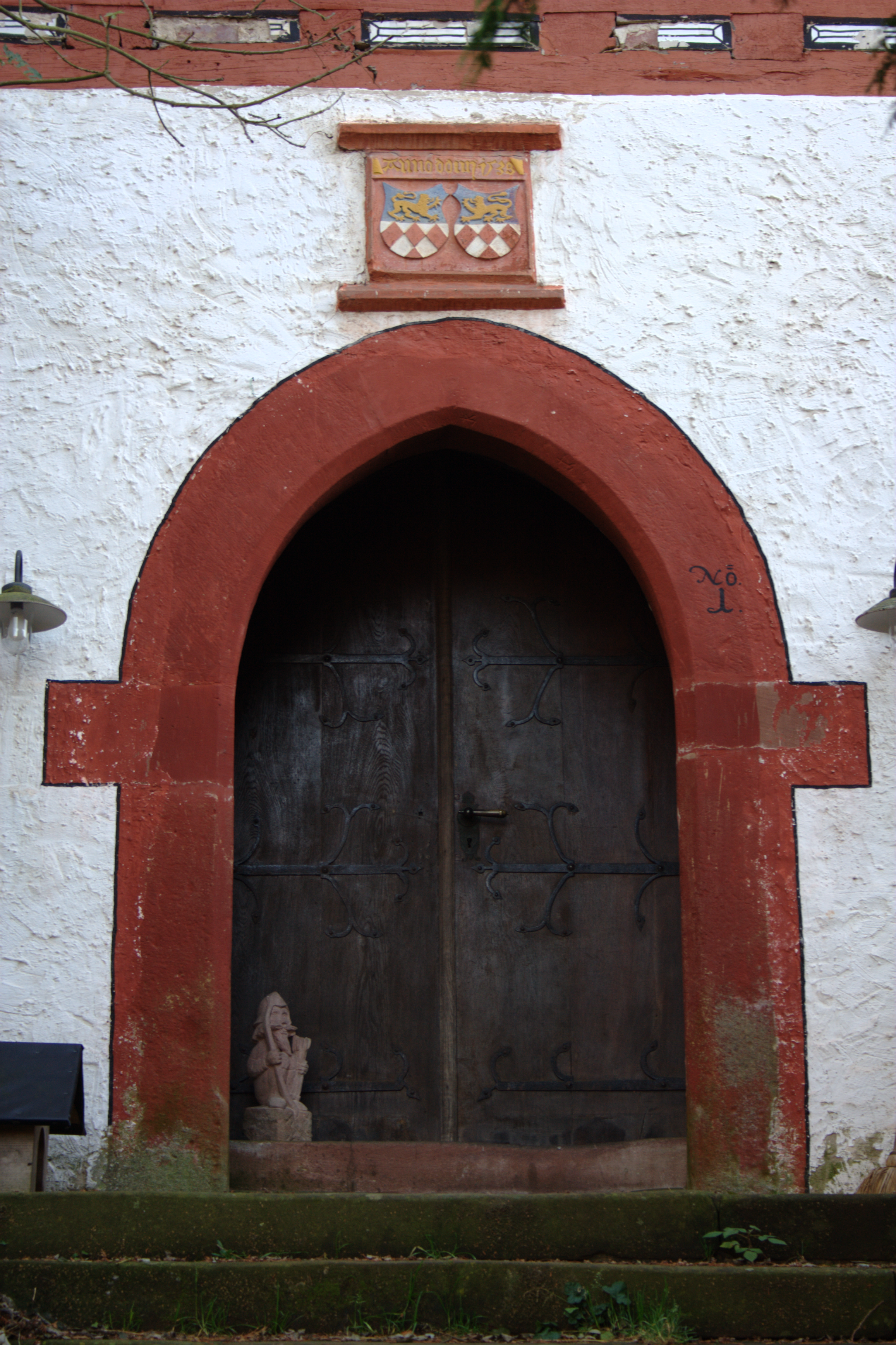
Eingangsportal mit Wappen

An Stelle einer alten Dorfwüstung (1427 wüstgewordenes Dorf Reissdorf) aus dem 14. Jahrhundert baute ein Zweig der Schenck zu Schweinsberg 1538 diese Wasserburg. Sie wurde 1977/79 restauriert und befindet sich heute in Privatbesitz.
Die Burganlage besteht aus einem Wohnhaus, einer Umfassungsmauer mit vier Ecktürmen, von denen drei erhalten sind. Der Wassergraben ist mittlerweile zugeschüttet worden.